# Mary Bartonová
Mary Bartonová (1848, Mary Barton) je první román anglické spisovatelky Elizabeth Gaskellové, poprvé vydaný v roce 1848. Děj románu se odehrává v anglickém městě Manchesteru během 30. a 40. let 19. století a snaží se věrně zobrazit těžkosti, kterým musí čelit spodní společenské vrstvy.

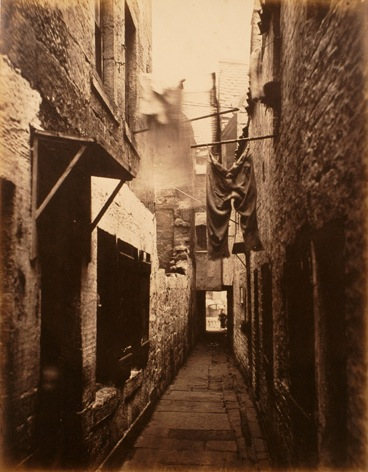
Chudinská čtvrť v Glasgow, 1871

## Pozadí vzniku románu
Román své autorce přinesl velký zájem veřejnosti a vyvolal velkou vlnu nevole. Šokoval zejména nic nezakrývající otevřeností o krutých životních podmínkách dělníků ve městě Manchester. Elizabeth Gaskellová se dostala do střetu se sociální třídou, ze které sama pocházela a která ji označila za zrádce, protože celé vyznění románu čtenáře nenechává na pochybách, že je to dělnická třída, se kterou autorka sympatizuje. Drtivá většina obchodníků a továrníků byla tímto autorčiným přístupem silně pobouřena. Odpůrci poukazovali na její zaujatost a předpojatost a zdůrazňovali, že ne všichni představitelé střední a vyšší třídy jsou tak amorální a krutí, jak je autorka v tomto románu vykreslila. Román Mary Bartonová sice nebyl prvním pokusem o vypodobnění života dělnické třídy – již dříve tak učinil např. Benjamin Disraeli ve svém románu Sybil (1845), ale šlo o první realistický román na toto téma, který nic neskrýval. Mnoho lidí si po jeho přečtení s otřesením uvědomilo, do jakých hloubek může lidská bytost bez svého zavinění klesnout a jak nespravedlivý je úděl některých lidí.
Elizabeth Gaskellová se zabývá sociální tematikou i ve svém pozdějším románu North and South (1854). Ten ale nevyznívá již tak kriticky vůči středním vrstvám a naopak se snaží předestřít i argumenty opačné strany - strany zaměstnavatelů. Vyzařuje z něj snaha povzbudit společnost ke společnému hledání řešení palčivých sociálních otázek.

## Děj
Děj románu Mary Bartonová se odvíjí kolem klasické romantické zápletky. Mary Bartonová, velmi krásná dívka, je dcera rodičů, kteří oba pracují jako dělníci v továrně. Matka ale umírá hned na počátku příběhu. Mary Bartonovou se neúspěšně pokusí svést syn manchesterského továrníka Carsona. V té samé době zasáhne Manchester silná recese, která ještě více zhorší už tak nelidské životní podmínky dělnické třídy. Ve zjitřené atmosféře se dělníci rozhodnou pomstít těm, kteří jsou podle nich zodpovědní za jejich bídu – rozhodnou se zabít Carsonova syna. Volba losem připadne na Maryina otce Johna Bartona. Ten mladého Carsona skutečně zavraždí. Nicméně podezření padne na Jema Wilsona, mladého inženýra, který již od dětství miluje Mary. Pravda je po značných komplikacích a těžkostech odhalena s pomocí padlé sestry Johna Bartona Ester, která se živí jako prostitutka. Barton na konci příběhu umírá, ale ještě před smrtí se smíří s továrníkem Carsonem. Mary a Jem Wilson se stěhují pryč z města.

## Postavy
- Mary Bartonová – hlavní hrdinka knihy, velmi krásná dívka
- Paní Mary Bartonová – Maryina matka. Umírá na počátku příběhu.
- John Barton – Maryin otec. Dělník v továrně.
- George Wilson – nejlepší přítel Johna Bartona zaměstnaný jako dělník v továrně Henryho Carsona.
- Jane Wilsonová – manželka George Wilsona, trochu vznětlivá žena.
- Jem Wilson - syn George a Jane. Inženýr a vynálezce. Již od dětství je zamilovaný do Mary.
- pan John Carson – vlastník továrny v Manchesteru a člen střední třídy
- Henry Carson – syn Johna Carsona. Líbí se mu Mary.
- Alice Wilsonová – sestra George Wilsona. Pobožná pradlena, která pracuje i jako nemocniční sestra.
- Margaret Leghová – Alicina sousedka a Maryina přítelkyně. Zpěvačka.
- Job Legh – Margaretin dědeček. Vášnivý sběratel hmyzu.
- Ben Sturgis – Starý námořník, který se stará o Mary, když ta je na návštěvě v Liverpoolu.
- Will Wilson – Alicin synovec, kterého vychovala poté, co jeho rodiče zemřeli. Zamiluje se do Margaret. Námořník.
- Esther Bartonová – sestra paní Mary Bartonové, která se po většinu děje v románu moc nevyskytuje. Prostitutka.

## Filmové, televizní a dramatické adaptace
V roce 1964 byl román zpracován pro televizi pod produkcí BBC. Do hlavní role Mary Bartonové byla obsazena tehdy třiadvacetiletá Lois Daine.

## Česká vydání
- Mary Bartonová, Mladá fronta, Praha 1960, přeložil Radoslav Nenadál, znovu Lidové nakladatelství, Praha 1976.